# Pedro de Viñaburu

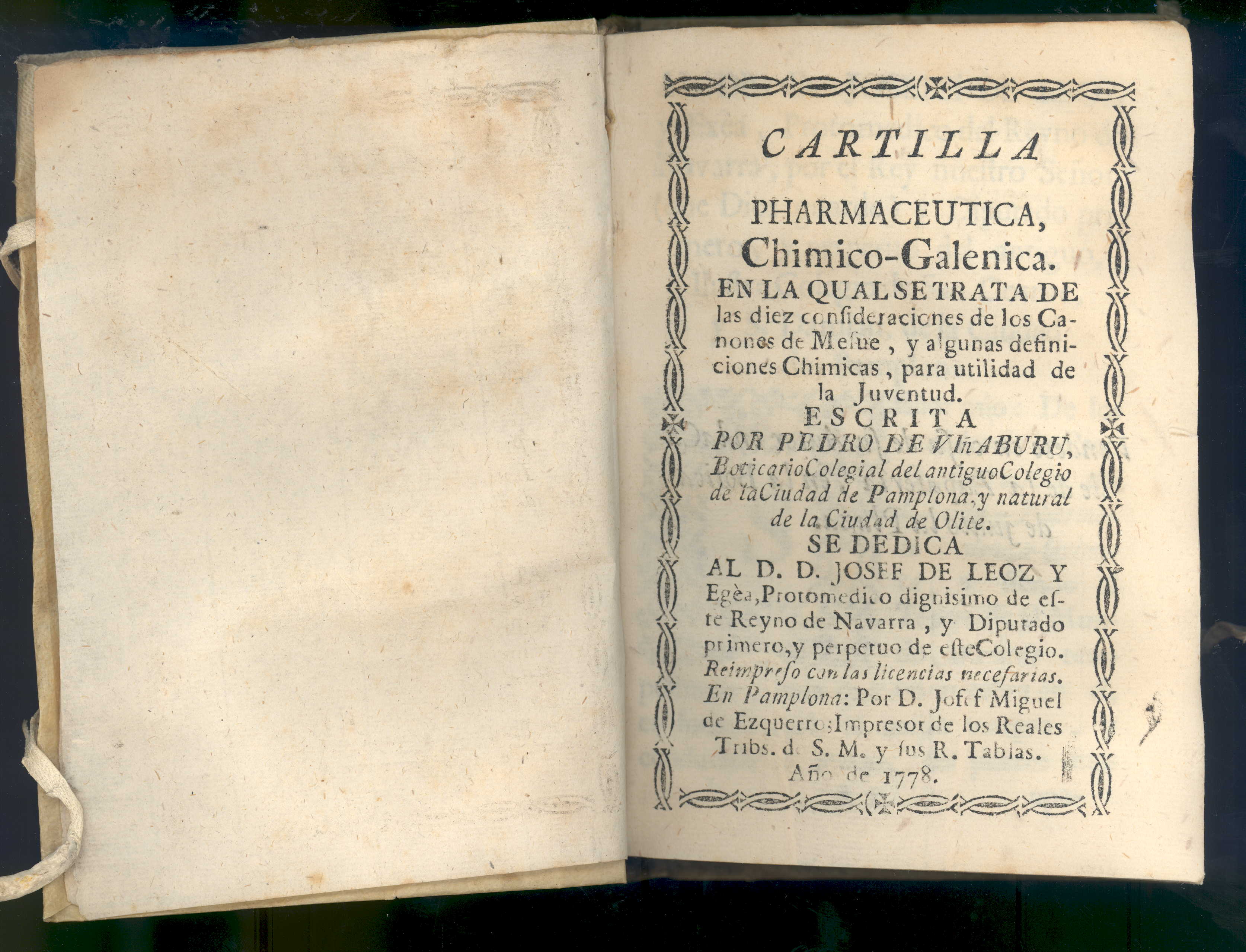
Primera página de la Cartilla

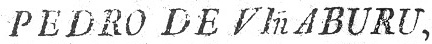
Nombre impreso en la Cartilla

Pedro de Viñaburu, también conocido como Pedro Viñaburu e incluso Villaburu. Desconocemos su fecha de nacimiento y la de su muerte.
Maestro boticario navarro del siglo XVIII, natural de Olite (Navarra). Fue miembro del antiguo colegio de boticarios de San Cosme y San Damián de Pamplona.
Publicó en 1729 un libro para el aprendizaje de los nuevos boticarios titulado Cartilla Pharmaceutica, chimico-galenica, en la que se trata de los cánones de Mesué. Por desgracia, es lo único que se conoce de él.
Se sabe que el libro fue usado como libro de texto para los aprendices de boticario (nombre que recibían los estudiantes de farmacia en aquel tiempo) en el Reino de Navarra y en España en general durante el siglo XVIII.

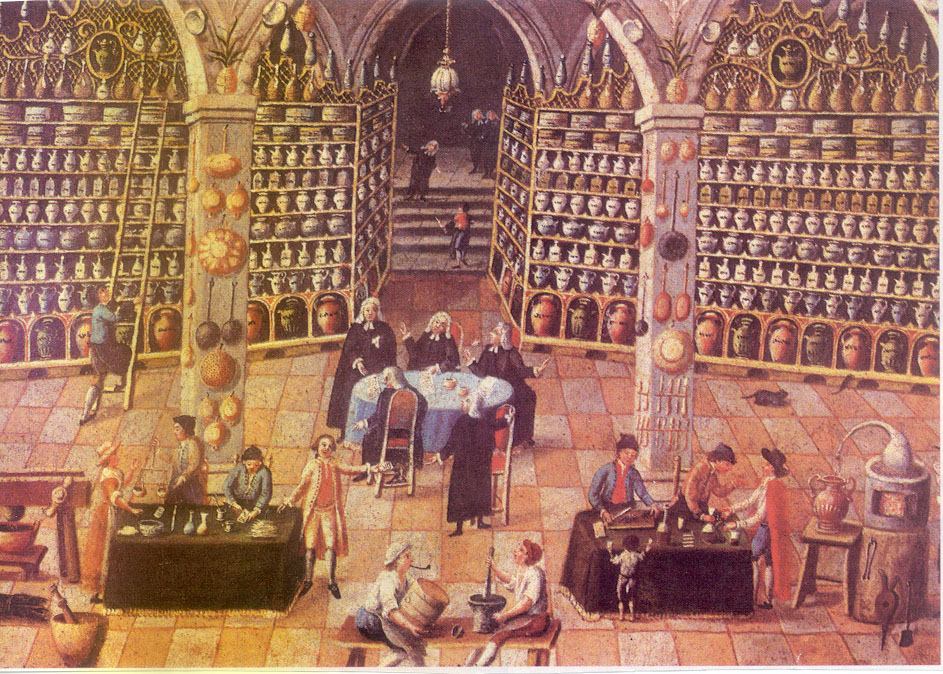
Botica en el Barroco

## Origen

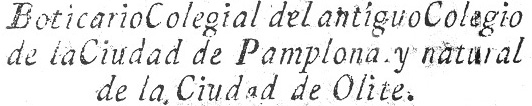
Viñaburu, natural de Olite

Según se deduce del contenido del libro, nació en Olite, ciudad de Navarra, dentro del Reino de España. En ningún momento se cita la fecha de nacimiento, pero en la introducción, uno de los censores de nombre Manuel Rodrigo y Andueza, médico del Colegio de San Cosme y San Damián de Pamplona, autor de un libro sobre termalismo de título Libro de los prodigiosos baños de Thyermas (Pamplona, 1713), que ejercía su profesión en el Hospital Real y General de la ciudad, afirma que escribe el libro a la edad de treinta años. Como la primera edición del libro está fechada en 1729, deducimos que nació hacia el año 1700.
Por otros datos recogidos en su Cartilla sabemos que tenía botica en la calle Zapatería de Pamplona.

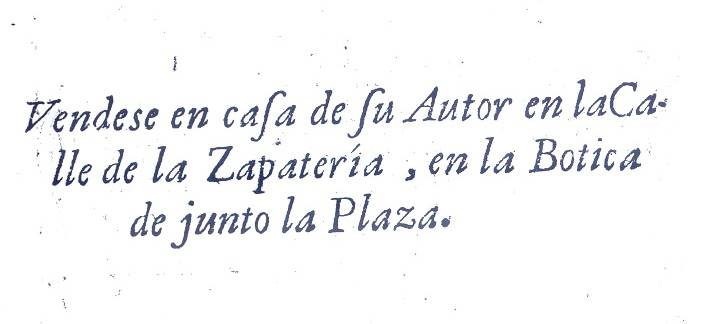
Viñaburu tenía botica en la calle Zapatería

## Su obra
Su obra conocida es la Cartilla pharmaceutica, chimico-Galenica
El libro tuvo dos ediciones, una de 1729 y otra de 1778. La edición de la que se conservan mayor número de ejemplares es la segunda.
Es dudoso que viviera el autor a los setentayocho años, por lo que deducimos que fue el interés de su familia, sus herederos o el del propio colegio de San Cosme y San Damián, el que propició la reimpresión.
La cartilla es un ejemplo más de un estilo de enseñanza de la farmacia del siglo XVIII y del siglo XVII. Se trata de unas obras de carácter educativo para ayudar a las nuevas generaciones de boticarios a adquirir los conocimientos suficientes para obtener la aprobación o título de boticario. El examen se realizaba en cada territorio de España y el encargado de otorgar el título y de realizar el examen corrsepondiente era el protomédico, delegado por las autoridades del Rey de España para autorizar tanto a médicos como a farmacéuticos o boticarios al ejercicio de su profesión.
La parte práctica, se podía aprender en la propia botica junto al maestro boticario, pero la parte teórica debía ser aprendida de textos realizados al efecto.
En el caso del texto de Viñaburu, su Cartilla pharmaceutica, chimico-galenica está realizada en estilo que él mismo llama dialogético. Este estilo consiste en una breve explicación de la teoría y luego se introducen un junto de preguntas y respuestas, que el alumno debe memorizar. Por eso estas cartillas, de las que hay muchos autores en estos siglos mencionados, se han llamado también catecismos.
En muchos casos las preguntas y las respuestas están en latín, si bien, como ya era un idioma poco utilizado en el siglo XVIII, normalmente viene seguida de un traducción más o menos literal del contenido latino. El alumno debía aprender todo, y las preguntas que aparecen recogidas en la cartilla, son las que debía responder al Protomédico a la hora de hacer el examen de boticarios.
La Cartilla consta de 230 páginas, incluidas 15 de índices.
Los Cánones de Mesué abarcan hasta la página 179. Desde esta página, se continúa la Cartilla intentando el autor introducir algunos conceptos químicos modernos, sin conseguirlo del todo, pues, probablemente desconocía muchos de los nuevos contenidos de la materia que ya autores españoles como Félix Palacios habían explicado ya sobre las teorías de Lemeri y otros adelantados de su época.
Junto con el libro de Pedro Montañana, Examen de un practicante boticario, se puede decir que cierran una época de la formación de los farmacéuticos en España.

## Análisis de laCartilla
La cartilla analiza uno por uno los diez cánones de Mesué. Si bien unifica los dos últimos y por tanto la parte de los cánones de Mesué tiene solo nueve capítulos.

### Capítulo I. De la substancia
Abarca de la página 3 a la 39. Desde la página 12 comienza lo que el autor llama la explicación interrogativa y que es un conjunto de preguntas y respuestas en torno a la explicación teórica que antes ha expuesto y donde también se introducen conceptos nuevos.

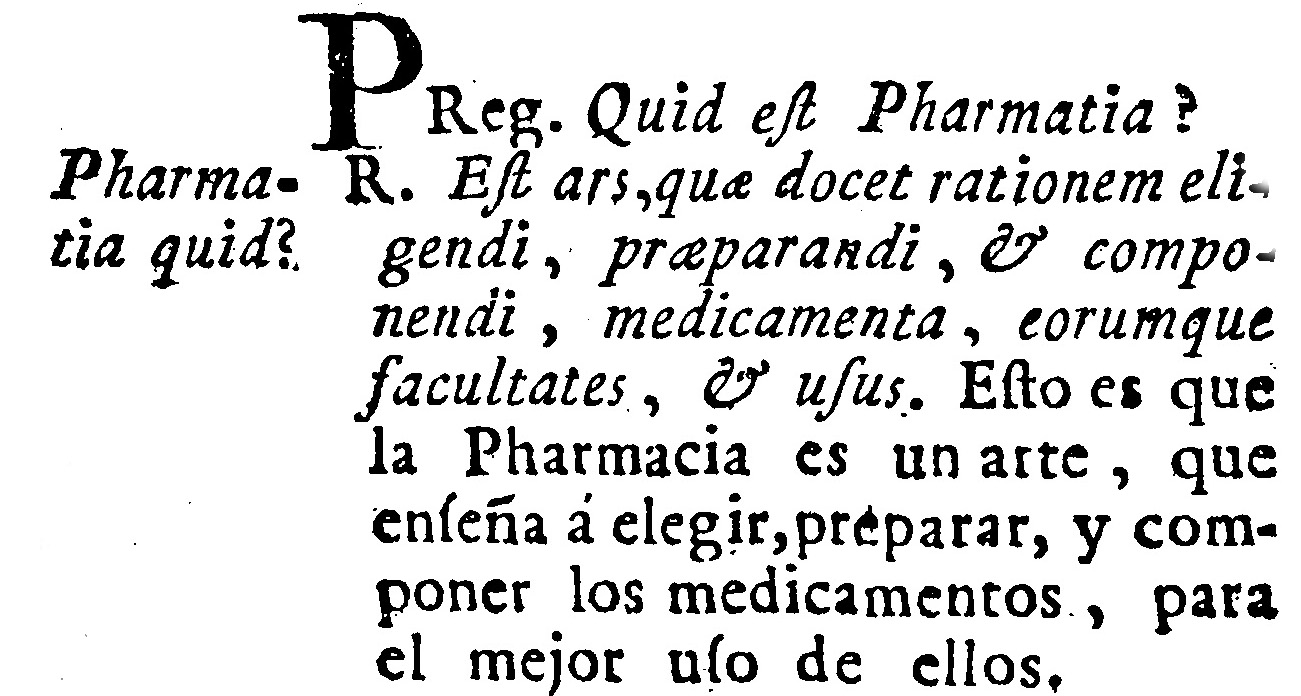
Definición de la Farmacia

Define conceptos como medicamento, farmacia, animal, vegetal...
Distingue entre medicamentos simples y los compuestos, explicando sus diferencias.
en la página 19 comenta en su cuadro de preguntas y respuestas que el arte farmacéutica se divide en teórica y práctica.
Se plantea si las serpientes y las víboras son diferentes entidad y dice que tanto Mesué como Andrómaco, Galeno y Dioscórides dicen que ambas cosas son lo mismo, pero que Lemery en su curso de Química (enlace roto disponible en Internet Archive; véase el historial, la primera versión y la última). diferencia ambos tipos de animales. Esto implica que, frente a las críticas de algunos coetáneos, Viñaburu conocía muy profundamente todas las teorías en uso en el momento, y desde luego toda la teoría farmacéutica tradicional.
En la página 23 cita a Cristóbal de Acosta, en su libro sobre los medicamentos simples publicado en Amberes en 1593, esto vuelve a incidir en la idea de que la Cartilla de Viñaburu está muy documentada.
En la página 24 sobre la Coloquíntida, cita a Arnaldo de Vilanova.
En la página 26 define substancia como "substantia secundum Mesué ibi est illa, quae resultat quatuor primis elementis, ex qua complexione variae, ac diversae medicamentorum substantia proceantur, esto es, que substancia según Mesué es rarefacción y condensación y las cuatro cualidades comunes de los elementos, que se hallan en todo compuesto".
Desde este punto comienza a analizar la sustancia sutil, la gruesa y otro tipo de texturas de las sustancias, cita en la página 28 a Navascués, que bien puede ser Juan Navascués, otro navarro.
En la página 32 empieza a tratar de los purgantes, los tipos que existen y otras características.
En la página 36 cita nada menos que a Aristóteles, lo cual ratifica aún más lo documentado del libro.
El capítulo de la sustancia termina con un cuadro resumen de lo aprendido en preguntas y respuestas en la página 38.

### Capítulo II. De la complexión
Tras una breve introducción, de tres páginas, comienza de nuevo el método de la cartilla, de preguntas y respuestas. Viñaburu la llama explicación interrogativa.
Explica las gradaciones en la complexión, por ejemplo, la manzanilla es caliente en primer grado, los marrubios en segundo etcétera.
En la página 52 termina el capítulo con el cuadro resumen.

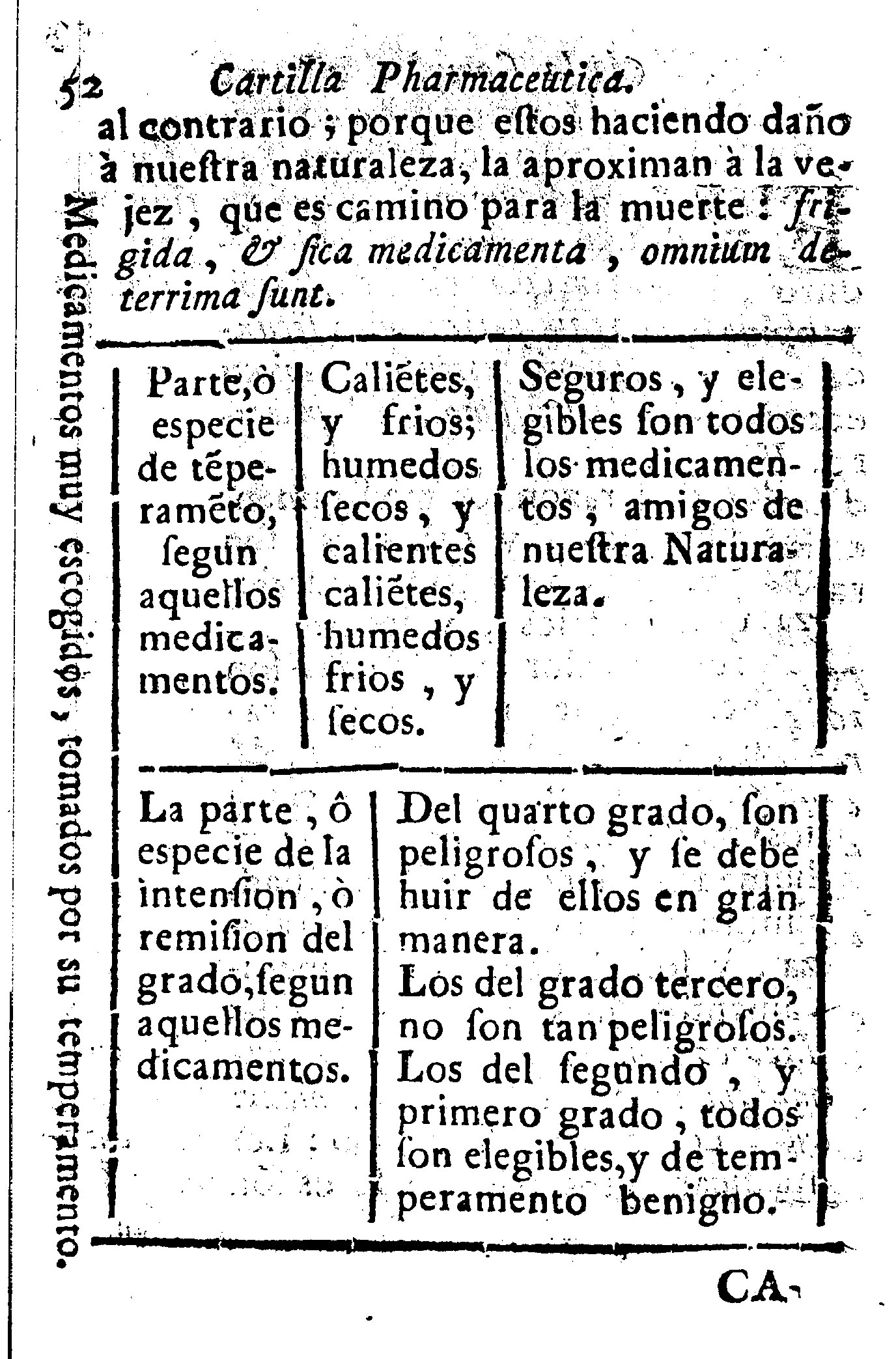
Cuadro resumen de la complexión

### Capítulo III. Del tacto
El tacto mide lo duro y lo blando, lo liso y lo áspero.
En la página 54 empieza la explicación interrogatoria.
Se pregunta qué es el tacto y se define "tactus est iudex et explorator omnium qualitatum tangibilibum". Se da la característica, poco frecuente de que al margen del texto, se hacen anotaciones para orientar al lector, en este caso pone "tactus quid?", y responde "tactus tangibilium iudex". Añade que galeno dice que el tacto se halla especialmente en las extremidades de los dedos.
En la página 56 al margen cita a "Navas." en su obra "Theo I", que bien puede ser de nuevo Juan de Navascués en su Methodus medicamentorum.
En la página 58 se plantea si es mejor que las medicians sean blandas (líquidas) o duras (píldoras), llega a la conclusión de Mondinus, de que son mejores las blandas. De nuevo demuestra Viñaburu un amplio manejo de todas las fuentes antiguas disponibles.
Este capítulo del tacto termina sin cuadro resumen.

### Capítulo IV. Del olor
El olor bueno es saludable en medicina. Distingue muchas ca´racterísticas en relación con el olor.
Llama a Navascués "Dr. Navasquesio" que es el mismo con el que lo citan Chiarlone y Mallaina. Cita de nuevo a Aristóteles, a Galeno y a Hipócrates en este capítulo.
Al final cita a un tal Valeriola y a Valles

### Capítulo V. Del sabor
En la página 67 se refiere al sabor según los cánones de Mesué.
Se trata de un análisis muy completo de todas las características en torno al sabor que pueden tener las sustancias, sabor ácido (azedo), dulce, insípido...Cita abundantes ejemplos.
En la página 76, luego la introducción teoórica es extensa, se comienza la explicación interrogatoria. De nuevo habla de Mondinus y cita a Juan Navascués.
Plinio dice que hay diez tipos de sabores, Fernelio dice que son nueve, pero él considera que son ocho, agudo, amargo, salado, untuoso, dulce, insípido, estíptico, o acerbo y aceroso.
Desde este punto, da ejemplos de cada uno de los sabores, así la pimienta es aguda, amarga es la hiel, acetoso o agrio es el limón.
En este capítulo cita otro autor, un tal Tagautius, que no puede ser otro que un autor francés del siglo XVI, Jean Tagault, autor de una obra titulada De purgantibus medicamentis simplicibus en 1549. De nuevo, se prueba la excelente documentación de Viñaburu.
En la página 97, el capítulo del sabor es extenso, comenta sobre el vinagre (acetum) y del agraz.
Termina con la manera en que el boticario puede ayudar a hacer los medicamentos más eficaces con su acción y su trabajo, cambiando las características originales de las substancias en cuanto al sabor.
Acaba el capítulo en la página 102 con un cuadro resumen.

### Capítulo VI. Del color
El autor ya en la parte teórica indica que no es buen elemento para elegir los medicamentos, porque algunos varían de color y porque es necesaria la presencia de luz para poder apreciar esta característica.
Dedica solo cinco páginas a este tema, de la 102 a la 107.

### Capítulo VII. Del tiempo
El tiempo ayuda a conocer la ciencia de las medicinas, dice Viñaburu. Por su extensión, conseidera este capítulo como uno de los más importantes.
Unas, siendo frescas, son más seguras, otras más dañinas y esto debe conocerlo el boticario.
En este capítulo cita a Andrés Laguna, médico del papa Julio III. La característica del tiempo es tan importante que la misma sustancia puede no ser eficaz (es algo que podríamos relacionar remotamente con el concepto actual de la caducidad).
En la página 109 dice que el boticario ha de ser "docto herbolario" y debe conocer los ciclos de las plantas, cuando nacen, crecen y cuando se acercan a su final.
En la página 114, comienza la explicación interrogatoria, donde cita a Dioscórides, xeplica cómo debe ser la recolección de las plantas, en la que se deben considerar ocho cosas, colectar cuando lo manda el arte, en el signo que conviene (referencia esotérica, siempre unida al mundo de la farmacia), cuando el cielo esté sereno, en lugar seco, en tierra libre, que no esté cercana a otra planta de mala calidad, que no esté enferma la propia planta y la última que no tenga manchado su color natural.
Define hierba según las ideas de Teofrasto, discípulo de Aristóteles.
Luego dedica un buen conjunto de preguntas y respuestas a tratar las partes de la planta y sus características.
En este capítulo cita a Zacutus (doctísimo Zacuto).
En la página 131 cita a Cristóbal de Acosta y a Miguel Martínez de Leache, su paisano navarro y antecesor en las tareas de escritor de una Cartilla y comentarista de los cánones de Mesué.
Luego dedica varias páginas a diferenciar los zumos de los licores, las leches, las lágrimas, las gomas y otros tipos de productos medicamentosos que se obtienen de las plantas sobre todo.
Termina el capítulo en la página 149 con otro cuadro resumen que juzga los medicamentos por antiguos o recientes.

## Importancia de su labor
Pedro de Viñaburu realiza un libro sobre los diez cánones de Mesué. Como es sabido, estos cánones resumen o estructuran la doctrina de Galeno de Pérgamo, médico del siglo II de nuestra era, cuyas teorías duraron hasta bien entrado el siglo XVIII. Este es un caso único en la historia, una teoría científica que dura alrededor de dieciséis siglos.
Como hemos visto, el autor cita y trabaja sobre la obra de Aristóteles, Galeno, Hipócrates, Mesué, Juan Navascués y un buen conjunto de autores anteriores a él. También conoce a Lemeri, paradigma de las nuevas doctrinas químico-farmacéuticas.
Al realizar cuadros resumen, hace aún más fácil para el estudiante interiorizar lo que ha explicado.
En ocasiones cita al autor en latín, pero siempre traduce para hacer asimilable la doctrina al aprendiz.
En resumen, se trata de un libro excepcionalmente estructurado, pedagógico y que cumple con su misión de enseñar a los aprendices.
El problema es que llega con cien años de retraso. Miguel Martínez de Leache y Fray Esteban de Villa habían tratado lo mismo con mayor o menor acierto en el siglo XVII. Por eso no faltan quienes le critican por ello. No obstante, es de suponer que con todo el esfuerzo que le supuso este trabajo, de alguna manera encontró compensación en su labor.

## Incógnitas sobre la figura de Pedro de Viñaburu
Al margen de una biografía adecuada, fecha de nacimiento y muerte, dónde se formó, con quién lo hizo y otros datos de su formación como maestro boticario, queda por conocer si realmente escribió y publicó el libro que promete en su prólogo "si recibieses con agrado esta Cartilla, ofrezcote en agradecimiento otro tratado acerca de elecciones y preparaciones, que tengo empezado, y continuaré si Dios me diere vida. No tengo más que decirte, sino que procures corresponderme. Vale."

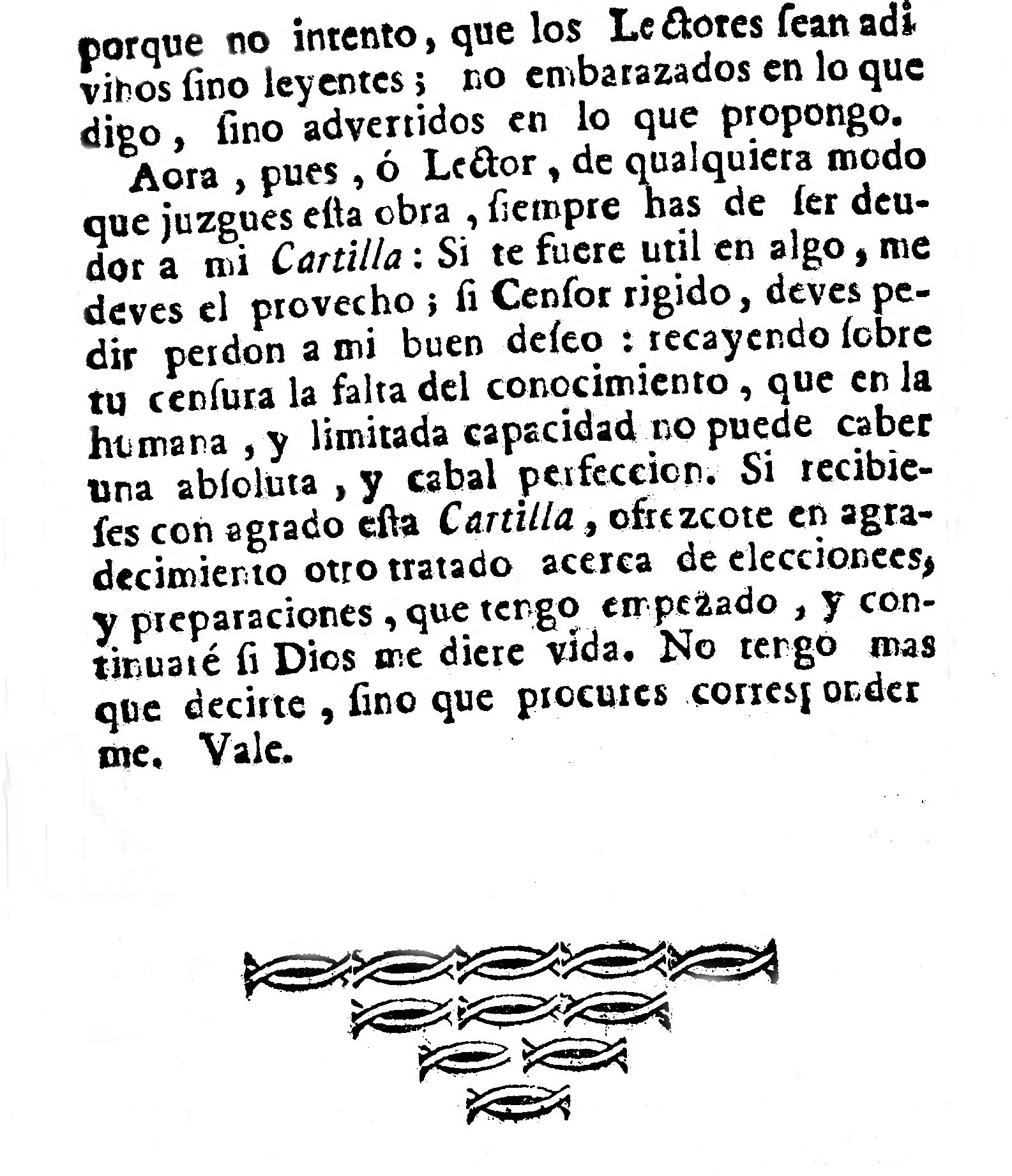
Texto en el que anuncia otro tratado